# Абул-Хасан Алі
Абул-Хасан Алі (*д/н — 1008/1009) — володар Хорезму в 997—1008/1009 роках.

## Життєпис
Походив з династії Мамунідів. Був старшим сином хорезмшаха Мамуна I. Про дату народження та молоді роки замало відомостей. У 997 році після смерті батька стає новим володарем Хорезму. Скориставшись сприятливими обставини, коли почався розпад держави Саманідів, Абул-Хасан Алі остаточно здобув незалежність, зміцнив своє становище в Хорезмі, приборкавши місцевих феодалів. Водночас налагодив дипломатичні та торговельні відносини в Середній Азії, Персії, Багдаді, на Волзі.
Відчувши себе досить потужним, 998 року став карбувати власні монети (дірхеми), номінально визнаючи владу спочатку Саманідів, а потім аббасидських халіфів. На першій монеті викарбувано ім'я Абул-Хасан Алі на аверсі. На зворотному боці розміщено ім'я саманідського еміра Абд ал Малика II. Ймовірно, військова небезпека з боку Караханидів і Газневидів змусила хорезмшаха розмістити на дирхемі ім'я Саманида. В подальшому карбувалися лише імена Алі та халіфів.
У 1004 році на запрошення хорезмшаха до Гурганджу повернувся відомий вчений Аль-Біруні, який очолив Академію Мамуна. Були створені всі умови для всебічної діяльності академії, а необхідні кошти виділялися з державної скарбниці.
У 1006 році, з метою усунення загрози Газневідів, хорезмшах оженився на сестрі султана Махмуда Газневі. Разом з тим уклав союз з Караханідами проти Газневідів. Помер раптово наприкінці 1008 або на початку 1009 року. Йому спадкував брат Мамун II.

## Родина
Дружина — Харра-ї Калджи, донька Себук-Тегіна.
Діти:
- Абул-Харит Мухаммед, хорезмшах у 1017 році